# Madrasostes rafflesi
Madrasostes rafflesi är en skalbaggsart som beskrevs av Renaud Maurice Adrien Paulian 1979. Madrasostes rafflesi ingår i släktet Madrasostes och familjen Hybosoridae. Inga underarter finns listade i Catalogue of Life.